# Museo archeologico e d'arte della Maremma
Il museo archeologico e d'arte della Maremma (MAAM) è un museo situato nel centro storico della città di Grosseto.
Il museo è ospitato nell'ex palazzo del Tribunale in piazza Baccarini, e conserva una ricca collezione archeologica che documenta un lungo periodo storico che va dal paleolitico al basso medioevo, con particolare attenzione all'epoca etrusca e romana. Il museo si propone come centro di raccolta e di documentazione della storia archeologica della Maremma, svolgendo un ruolo primario nello studio dell'antica città di Roselle.
Fondato nel 1860 dal canonico Giovanni Chelli come sezione della biblioteca Chelliana, è divenuto di proprietà comunale nel marzo 1865, mentre solamente nel 1955 si è costituito come museo autonomo. Ha ricevuto la denominazione "Museo archeologico e d'arte della Maremma" nel 1975, quando venne inaugurato il nuovo allestimento nel palazzo di piazza Baccarini; da allora una sezione del museo è costituita dal Museo d'arte sacra della diocesi di Grosseto, fondato nel 1933.

## Storia

### La raccolta archeologica di Giovanni Chelli
Il primo museo della città di Grosseto fu inaugurato il 1º marzo 1860 su iniziativa del canonico Giovanni Chelli, sacerdote di ideali repubblicani e progressisti, e personaggio di rilievo nella storia del Risorgimento maremmano. Chelli stava da tempo raccogliendo un nutrito fondo librario e anche alcuni reperti archeologici e oggetti d'arte, con l'intenzione di creare a Grosseto un primo centro di cultura e partecipare attivamente alla lotta per l'alfabetizzazione. La raccolta archeologica, ospitata insieme alla biblioteca nei locali del palazzo vescovile, sprovvisto dell'inquilino per sede vacante, corrispondeva alle caratteristiche degli ottocenteschi antiquaria, con l'esposizione di oggetti di varia natura, molti dei quali accomunati dai soli criteri di preziosità e rarità. In Toscana, la legge in vigore in materia archeologica era ancora quella leopoldina del 1780, che permetteva ampie libertà ai privati nell'acquisto di reperti antichi; Giovanni Chelli si mosse nell'ambiente toscano per rintracciare e acquistare oggetti di pregio da destinare al museo, specialmente nei territori di Volterra e Chiusi, intrattenendo una fitta corrispondenza con ecclesiastici, politici e privati cittadini. Tramite la sua frequentazione delle terme di Chianciano, entrò in contatto con le principali personalità attive nell'antiquariato senese, come la famiglia Casuccini, Luciano Banchi direttore dell'Archivio di Stato di Siena e sindaco della città, e il chiusino Federigo Sozzi, al quale si deve l'acquisto di alcuni dei più importanti pezzi della raccolta.
Nonostante il progressivo accrescimento della collezione, la situazione di biblioteca e museo era ancora molto precaria. Il 21 agosto 1862 il sacerdote scrisse al Ministero della pubblica istruzione affinché dichiarasse governativo il museo con un decreto, senza alcun esito. Dopo varie insistenze, gli fu suggerito di donare spontaneamente la biblioteca al comune di Grosseto, cosa che il canonico fece – non senza esitazioni – il 6 marzo 1865 con atto di donazione inter vivos. La redazione ufficiale dell'atto si tenne nella sala consiliare il 30 marzo dello stesso anno, e in quell'occasione fu disposta l'intitolazione della biblioteca a Giovanni Chelli. Nel 1867, tuttavia, la Chelliana fu sfrattata dalla residenza vescovile in seguito alla nomina del nuovo vescovo Anselmo Fauli, e il trasferimento nella nuova sistemazione comportò una provvisoria divisione tra la biblioteca e la sezione archeologica. Mentre i libri furono ospitati in due sale di palazzo Ponticelli, i reperti vennero trasferiti nel chiostro della chiesa di San Francesco. Giovanni Chelli rimase direttore della biblioteca e del museo fino alla sua morte avvenuta nel 1869; l'anno successivo la biblioteca venne trasferita in via Mazzini, presso la "barriera" di Porta Nuova, e riunita con il museo civico.

### I primi tentativi di allestimento e il declino
Nel 1875 l'amministrazione comunale si rivolse a Gian Francesco Gamurrini, membro per la Deputazione della conservazione e l'ordinamento dei musei e delle antichità etrusche e regio conservatore delle Antichità e Gallerie di Firenze, affinché esaminasse lo stato del museo consigliandone una sistemazione. Gamurrini suggerì di effettuare un'esposizione che privilegiasse i reperti locali e del territorio circostante, dividendo per tipologia e provenienza ed escludendo tutto quel genere di anticaglie e bizzarre curiosità che il Chelli aveva raccolto senza valutarne l'effettivo valore e senza seguire una logica precisa. Nella seconda edizione di The Cities and Cemeteries of Etruria (1878) di George Dennis si legge una breve descrizione del museo di Grosseto, visitato dall'esploratore inglese due anni prima, in cui è provato l'allestimento di un'esposizione secondo i criteri suggeriti da Gamurrini. Nel 1891 il museo perse molti dei suoi pezzi principali che confluirono, per ordine ministeriale, nel museo topografico dell'Etruria di Firenze voluto da Luigi Adriano Milani e aperto nel 1897. Tra questi, la statua di Artemide del I secolo a.C. rinvenuta a Castiglione della Pescaia e depositata nel 1880, e i ritrovamenti di poggio Talamonaccio con il frontone di Talamone, che solo tre anni prima il Ministero della pubblica istruzione aveva dato al museo di Grosseto in «perpetuo e inalienabile deposito». La perdita di prestigio del museo favorì il disinteresse della popolazione e delle istituzioni locali, tanto da subire, insieme alla biblioteca, ben cinque traslochi diversi nel giro di pochi anni: tra le sistemazioni, si ricordano quelle nelle soffitte del palazzo della provincia (1915-1921) e a più riprese nell'ex seminario di via Mazzini.
Nel 1923 venne nominato direttore della biblioteca e del museo il sacerdote e monsignore Antonio Cappelli, il quale dispose una sistemazione definitiva presso il palazzo di via Mazzini, dividendo i locali con il regio liceo classico. Dopo un primo periodo di stabilità, nel corso degli anni trenta il museo andò incontro a una progressiva incuria: monsignor Cappelli era riuscito a dare vita, dopo numerosi sforzi, al primo museo d'arte sacra della diocesi di Grosseto, inaugurato nel 1933 e di cui era direttore, e aveva quindi iniziato a trascurare l'istituzione civica in favore di questo suo nuovo progetto. Alla morte di Antonio Cappelli nel luglio 1939, il museo versava in condizioni di abbandono, e un progetto di riordino e allestimento programmato dalla nuova direttrice Maria Emilia Broli non fu messo in atto a causa degli eventi della seconda guerra mondiale. Il 29 novembre 1943 l'edificio di via Mazzini venne danneggiato da un bombardamento aereo che ebbe come conseguenza quella di lasciare il museo incustodito ed esposto a continui saccheggi; ciò che sopravvisse fu ulteriormente danneggiato dall'alluvione del fiume Ombrone che colpì la città il 2 novembre 1944. Alla fine della guerra, l'amministrazione comunale cercò di migliorare le condizioni dell'istituzione civica, avvalendosi principalmente dell'aiuto di volontari; tra questi, lo scrittore Luciano Bianciardi, il quale finì con l'essere assunto dal comune nel gennaio 1949 in qualità di responsabile del riordino della biblioteca e del museo; nell'autunno 1951 venne nominato direttore. Nonostante il rilancio dell'istituto bibliotecario operato da Luciano Bianciardi nella prima metà degli anni cinquanta, finito al centro del vivace dibattito culturale del dopoguerra, il museo rimase tuttavia sempre relegato ai margini della biblioteca. Una mostra sugli oggetti d'arte sopravvissuti all'alluvione venne organizzata nel 1950 dall'amministrazione comunale e la Soprintendenza alle antichità d'Etruria.

### Aldo Mazzolai e la nascita del museo civico archeologico
Come ricordato anche dallo scrittore Carlo Cassola, l'unico della nuova generazione a occuparsi di archeologia a Grosseto era Aldo Mazzolai (1923–2009), il quale nel dopoguerra aveva iniziato a impegnarsi personalmente nell'individuazione, soccorso e salvaguardia dei numerosi reperti antichi che venivano rinvenuti nelle campagne. Mazzolai aveva cominciato a prendersi cura a titolo gratuito della raccolta archeologica della Chelliana, e contestualmente cercava di sensibilizzare l'opinione pubblica e l'amministrazione comunale sull'esigenza di una riorganizzazione completa del museo; un'altra questione urgente era quella di mettere un freno agli scavi clandestini, anche perché con l'avvio della riforma fondiaria della Maremma (1951), i lavori di appoderamento condotti in tutta la pianura stavano riportando alla luce un numero sempre maggiore di reperti archeologici, con i quali "tombaroli" e proprietari terrieri locali avevano trovato facili occasioni per arricchirsi; lo stesso Mazzolai era arrivato a raccogliere una nutrita collezione, grazie al sistematico recupero di oggetti d'arte altrimenti destinati al mercato nero. Per fare fronte a questa emergenza, il Ministero della pubblica istruzione aveva aperto a Grosseto un ufficio distaccato della Soprintendenza alle antichità d'Etruria.
Il 2 aprile 1955 l'amministrazione comunale, presieduta dal sindaco Renato Pollini, istituì il museo civico archeologico di Grosseto, per la prima volta autonomo dalla biblioteca dopo ottantacinque anni dalla sua fondazione. In quell'occasione, Aldo Mazzolai donò al comune la propria collezione personale e venne ufficializzato direttore del museo. La sede di via Mazzini, sempre condivisa con la biblioteca e il liceo, non disponeva degli spazi necessari all'esposizione delle corpose raccolte del museo, che in quegli anni continuavano ad accrescere, anche se spesso in maniera caotica e non sempre documentata a sufficienza. La nuova mostra permanente del museo civico archeologico venne inaugurata il 25 ottobre 1958, alla presenza di Reinhard Herbig, direttore dell'Istituto archeologico germanico di Roma che aveva avviato in quegli anni (1957-1958) i primi sopralluoghi e saggi urbani presso la città etrusco-romana di Roselle. L'allestimento del museo esponeva solo una piccola parte del materiale posseduto, che era organizzato per suddivisione geografica in tre sale del piano terra del palazzo: la prima sala incentrata su Vetulonia e su Roselle, per la prima volta illustrata nella sua stratificazione storica; la seconda sulle località dell'area meridionale della provincia (Heba, Cosa, Saturnia, Caletra, Statonia e Pitigliano); la terza sulla preistoria della Maremma, curata da Giuseppe Guerrini; infine, lungo il portico furono disposte le sculture di provenienza chiusina della collezione di Giovanni Chelli.
Nel corso degli anni sessanta il museo si trovò a fare i conti con la carenza degli spazi, ancora troppo esigui per la portata del materiale conservato; il continuo incremento delle collezioni dovuto allo scavo sistematico della città di Roselle, condotto dalla soprintendenza archeologica, rendeva necessario individuare al più presto una nuova sede per l'istituto. Nel 1963 venne presentato un progetto, a firma del direttore Aldo Mazzolai e dell'ingegnere Mario Luzzetti, per trasferire il museo nel complesso del bastione Fortezza e del cassero senese, recuperando questo storico monumento che versava da anni in stato di abbandono. In previsione del trasferimento, venne allestita una "passeggiata archeologica" lungo la cortina muraria che collegava la Fortezza al bastione Rimembranza. Tale sede venne però ritenuta non idonea, e fu individuato invece l'ex palazzo del Tribunale, rimasto inutilizzato dopo la costruzione del nuovo palazzo di giustizia (1964). L'alluvione che colpì la città il 4 novembre 1966, durante la quale i locali di via Mazzini vennero sommersi dal fango, provocò danni al museo e alla biblioteca, e contribuì a risvegliare l'attenzione sull'urgenza di dotare l'istituto di una sede appropriata.

### Il museo archeologico e d'arte della Maremma
I lavori di restauro del palazzo dell'ex tribunale per ospitare la sede definitiva del museo vennero ultimati nel 1974. In seguito a un accordo tra l'amministrazione comunale e la diocesi di Grosseto, al museo archeologico venne unito il museo diocesano d'arte sacra, fino ad allora ospitato nei locali della canonica del duomo. In occasione del X congresso nazionale dell'Istituto di studi etrusco-italici, il 3 maggio 1975 fu inaugurato il nuovo "Museo archeologico e d'arte della Maremma", alla presenza del sottosegretario ai beni culturali Alberto Spigaroli. Disposto nei tre piani del palazzo, il museo si componeva di ventisette sale ed era suddiviso in cinque sezioni: preistorica, rosellana, topografica, barbarica, medievale-rinascimentale. L'allestimento era principalmente organizzato da un punto di vista territoriale, prediligeva i ritrovamenti di fase tardo-orientalizzante e di età arcaica, considerate le epoche di maggiore splendore della Maremma, e possedeva un'impostazione che risentiva ancora per certi versi di una tradizione antiquaria nel suo volersi classificare principalmente come "museo etrusco".
Aldo Mazzolai rimase in carica fino al 1984, quando la direzione del museo venne affidata a Mariagrazia Celuzza (n. 1954), per la prima volta tramite concorso pubblico. L'acquisizione di nuovi pezzi e il perfezionamento delle metodologie museali avevano reso obsoleto l'allestimento precedente, e nel 1991 venne così decisa la chiusura del museo per sottoporre l'edificio a un lungo intervento di restauro, con l'adeguamento alle norme di sicurezza e in materia di barriere architettoniche; ciò comportò anche un'intensa fase di studio e riorganizzazione interna dei materiali e delle collezioni, per provvedere a una nuova sistemazione del percorso espositivo. Il museo fu chiuso nel gennaio 1992 e riaprì definitivamente il 21 marzo 1999: per l'occasione fu organizzata una mostra d'arte della collezione dell'antiquario Gianfranco Luzzetti. Il nuovo percorso espositivo, ideato dalla direttrice Celuzza e realizzato dagli architetti Roberto Einaudi, Fabiana Zeli e Nigel Ryan, era inteso a ripercorrere cronologicamente la storia della Maremma dalla fase preistorica al basso medioevo, distribuito in trentasei sale raggruppate in cinque sezioni.
Nel settembre 2019, a seguito del pensionamento di Mariagrazia Celuzza, l'amministrazione comunale presieduta dal sindaco Antonfrancesco Vivarelli Colonna ha deciso di affidare la gestione tecnico-amministrativa dell'istituto alla direzione della biblioteca Chelliana, incaricando due mesi dopo l'archeologa Chiara Valdambrini della direzione scientifica.

## Sede
Il museo archeologico e d'arte della Maremma è ospitato dal 1975 nei tre piani del palazzo dell'ex tribunale, risalente alla seconda metà del XIX secolo e situato nella centrale piazza Baccarini. Costruito intorno al 1870 come sede degli uffici del Tribunale civile e correzionale e della regia Procura e Pretura, il palazzo disponeva di un unico accesso che dava su strada Vinzaglio, di fronte al camminamento coperto che metteva in comunicazione il prospiciente ex convento delle Clarisse con l'ospedale Misericordia. Nel 1892 vennero ultimati i lavori della piazza, realizzata di lato al palazzo dove sorgevano alcuni terreni adibiti a orti, che venne intitolata ad Alfredo Baccarini; per l'occasione venne aperto un nuovo ingresso sulla facciata, che si presentava così regolare e continua lungo il lato meridionale della piazza. Dopo la costruzione del moderno palazzo di giustizia (1964) fuori dal centro storico, l'edificio venne ritenuto idoneo per ospitare il museo civico archeologico, congiunto con il museo diocesano di arte sacra, e fu profondamente ristrutturato negli spazi interni per adempiere alla nuova funzione (1974-1975), con la costruzione dell'imponente scala interna in cemento a facciavista. In occasione del nuovo allestimento museale del 1999, l'edificio venne nuovamente restaurato, riorganizzato e messo a norma (1992-1999).
Nel corso della sua storia, il museo civico ha subito numerosi trasferimenti e traslochi: la prima sede è stata il palazzo vescovile (1860-1867), dove trovò sistemazione per volere di Giovanni Chelli in un periodo in cui la diocesi di Grosseto era sede vacante; sede "storica" del museo è stata però quella presso il palazzo Mensini in via Mazzini, dove il museo è rimasto dal 1923 al 1975, dividendo gli spazi con la biblioteca comunale Chelliana e il liceo classico "Carducci-Ricasoli".

## Sale espositive

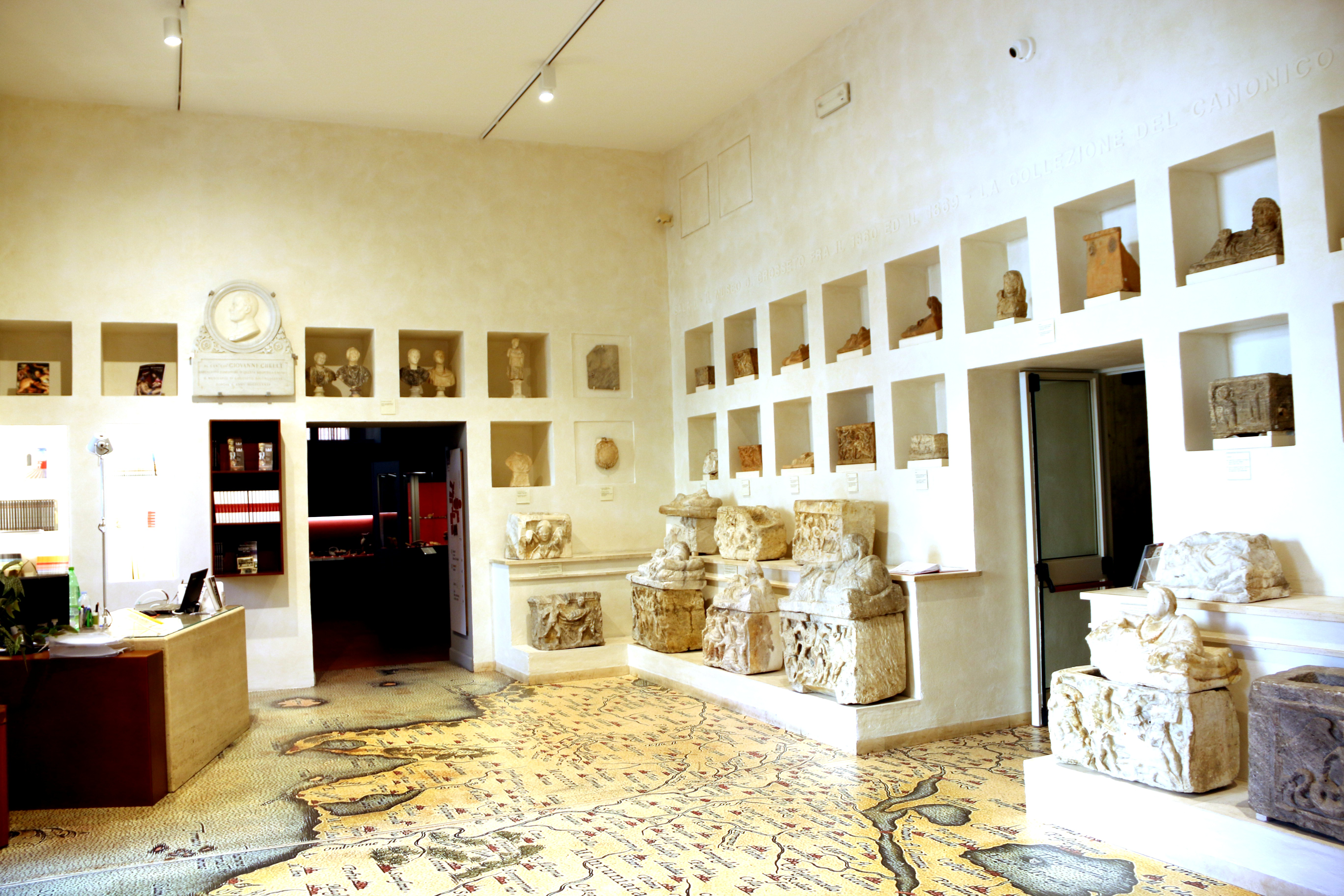
L'ingresso e prima sezione del museo

Il percorso espositivo del museo archeologico e d'arte della Maremma si dispone sui tre livelli dell'edificio ed è suddiviso in cinque sezioni, per un totale di quaranta sale espositive.

### Prima sezione

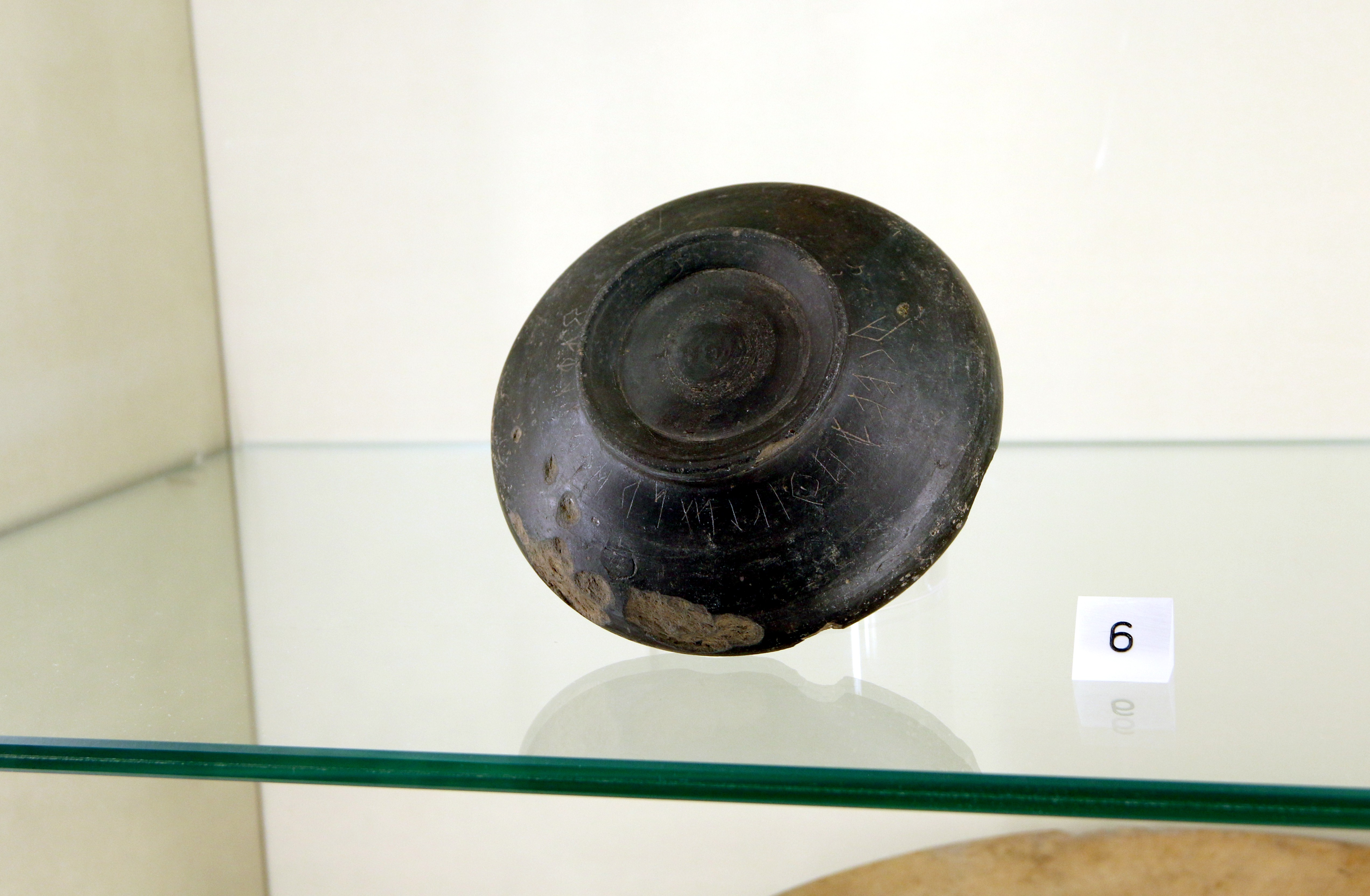
Ciotola in bucchero con alfabeto etrusco (VI secolo a.C.)

La prima sezione (sala 1) è dedicata alla "collezione del canonico Giovanni Chelli", fondatore del museo, e raccoglie un centinaio di pezzi eterogenei e per lo più estranei ai territori della Maremma grossetana.
Sala 1
Nella prima sala sono esposti gli oggetti che Giovanni Chelli ricevette tramite il conte Michelangelo Luciani (1790–1878) di Santa Fiora, il quale aveva realizzato un piccolo antiquarium – andato in gran parte perduto – nel giardino della propria abitazione; l'incontro tra Luciani e Chelli, avvenuto nel 1859, potrebbe avere dato l'impulso necessario ai propositi del sacerdote nell'ideare la prima raccolta archeologica. Tra gli oggetti più interessanti del fondo Luciani, si segnala una statuetta di Mitra Tauroctono del III secolo a.C., di provenienza incerta. Alcuni pezzi provengono dalle aree di Volterra (molte ceramiche) e Chiusi, come le urne rinvenute da Alessandro François in tre ipogei nei terreni della famiglia Casuccini in località Il Colle e La Pellegrina. Tra i vari reperti la cui provenienza è sconosciuta, il più rilevante è una ciotola in bucchero del VI secolo a.C. recante un'incisione con l'alfabeto etrusco, che già aveva attirato l'attenzione di George Dennis durante la sua visita al museo nel 1875, come lui stesso ricorda.

### Seconda sezione
La seconda sezione (sale 2-12) è dedicata interamente a "Roselle e al suo territorio" e procede in ordine cronologico documentando la storia dell'antica città dalla frequentazioni preistoriche fino alle ultime testimonianze medievali.
Sala 2
Il percorso inizia con alcuni pannelli che illustrano le prime tracce di vita sulle colline di Roselle, prima della fondazione della città: la frequentazione più antica risale al passaggio tra il neolitico e l'eneolitico, e il ritrovamento di un nucleo di ossidiana e di un'ascia in pietra verde levigata permettono una datazione tra il IV e il III millennio a.C..
Nella stessa sala si passa poi all'età del Ferro (IX-VIII secolo a.C.), periodo a cui si riferiscono numerose ceramiche – soprattutto contenitori di impasto e strumenti per la tessitura e la filatura – e oggetti in bronzo: un bottone sardo del IX secolo a.C., rinvenuto nei pressi delle mura, fa presumere rapporti di scambio tra Roselle e la Sardegna, forse di riflesso a quelli dell'allora più florida e importante Vetulonia. Nella sala è situato un grande plastico che riproduce la piana di Grosseto nel VII-VI secolo a.C., con al centro il grande Lago Prile, al tempo utilizzato come porto dalle due città di Roselle e Vetulonia.
Tra i pezzi esposti, si segnalano un orlo di dolio – contenitore per derrate – di ceramica di impasto con iscrizione «mini muluvanik[e] venel rapalés laiven[asi]» («mi ha donato Venel Rapale a Laivena»), rinvenuto nella struttura scavata a Roselle della cosiddetta "casa con recinto", databile alla fine del VII secolo a.C.; e una matrice rotante di forma cilindrica di argilla grigio scuro, rinvenuta sulla collina sud e databile intorno alla metà del VI secolo a.C., decorata a palmette e connessa al quartiere artigianale documentato dall'età arcaica.
Sale 3-4
La terza sala approfondisce lo sviluppo dell'insediamento di Roselle tra il VII e il VI secolo a.C., quando la città conobbe un grande periodo di floridezza ed espansione, come dimostrato dai ritrovamenti archeologici e dalla notizia che ne dà Dionigi di Alicarnasso nelle sue Antichità romane. Sono esposti i reperti rinvenuti nella cosiddetta "casa dell'Impluvium", edificio di circa 300 m² risalente al VI secolo a.C. che è andato a inglobare un precedente edificio a due vani del secolo precedente, e le ceramiche dell'atelier delle Rosette, nome dato per convenzione ad una officina ceramica rosellana, che documentano l'esistenza di una fiorente produzione di ceramica locale decorata tra la fine del VII e i primi del VI secolo a.C.
La quarta sala è interamente dedicata ai reperti rinvenuti nelle necropoli di Roselle, le più antiche unicamente formate da tombe a pozzetto e a fossa, le più recenti in prevalenza dalla tipologia a camera. Le necropoli erano situate in varie località talvolta piuttosto distanti dalla città (Stertignano, Poggetti Nuovi, Il Terzo), talvolta in prossimità delle strade di accesso (Casette di Mota, Canonica, Campo della Fonte, Serpaio) e hanno permesso il ritrovamento di numerosi cippi e stele raffiguranti guerrieri, armi, volti umani e anche un piccolo cippo a casetta che simboleggia la nuova abitazione dei defunti dopo la morte. Da segnalare la presenza di una lastra di copertura di una tomba a pozzetto contenente un vaso cinerario in bucchero, rinvenuto nella necropoli di Campo della Fonte, su cui è inciso: «(M)i Larza(s)» («io sono [la tomba] del piccolo Larth»).
Sale 5-8
La quinta sala espone le terrecotte architettoniche per la decorazione degli edifici: tegole, antefisse, frammenti di lastre, rivestimenti pregevolmente decorati e policromi (rosso, blu, nero, azzurro, giallo); mentre la sala successiva mostra una collezione di ceramiche attiche di importazione e altri manufatti in argilla che documentano la Roselle tra V e IV secolo a.C..
Il percorso continua documentando il passaggio di Roselle da città etrusca ad alleata di Roma, dopo la conquista del 294 a.C.. Nella settima sala sono esposti i reperti rinvenuti nello scavo dell'edificio di età ellenistica (III-II secolo a.C.) a pianta rettangolare situato nell'area urbana nei pressi dell'anfiteatro: ceramiche da mensa a vernice nera, marmi, contenitori di impasto, un frammento di ceramica a figure rosse. Nell'ottava sala, invece, sono esposti i corredi delle necropoli tra IV e II secolo a.C.: provengono maggiormente dalle due principali necropoli rosellane, quella del Serpaio e di Campo della Fonte, e sono, per la prima, per lo più ceramiche a vernice nera (bicchieri, brocchette, piatti, coppe, piattelli) e si segnala una coppa con l'iscrizione «Mi Suri Cae [...]» («Io sono di Suri Cae»), mentre per la seconda si segnalano numerosi vasetti miniaturistici in ceramica ed un interessante cratere a campana di ceramica falisca a figure rosse, decorato con raffigurazioni umane maschili e femminili. Un altro pezzo interessante è un grande cratere a campana a figure rosse, perfettamente conservato, decorato con figure femminili alate.
Sale 9-10
Con la nona sala il percorso compie cronologicamente un balzo in avanti: un plastico ricostruisce l'edificio delle terme pubbliche di Roselle, costruite intorno al 120 d.C. in età adrianea. Qui sono esposti anche alcuni frammenti dell'apparato decorativo originale come cornici, capitelli e lesene in marmo lunense.
La sala dieci espone alcune iscrizioni riguardanti la città romana. Un'epigrafe testimonia l'appartenenza dei rosellani alla tribù Arnensis, come si legge nell'ex voto a Giano posto da Lucio Titinio Vitale e suo figlio Lucio Titinio Pelagiano, che avevano ricoperto varie cariche pubbliche: «Iano Patri sacrum/L. Titinius Vitalis sevir/Aug(ustalis) et L. Titinius L. Filius/Pelagianus Arne(n)sis/Aedilis, quaestor r(e)i p(ublicae)/haruspices/ex voto posuerunt». Un altro interessante frammento è quello di una fistula di piombo, proveniente da una fontana realizzata nel I secolo d.C., che reca tre iscrizioni: la prima informa che si tratta di un'opera pubblica «Pub(lica) Col(onia) Rus(ellana)»; la seconda e la terza recano il nome dello schiavo che fabbricò e fuse il tubo «Secundus Publicus Rusellanoru(m) fec(it)» e «S(ecundus) P(ublicus) R(osellanorum) fud(it)». Nella stessa sala sono situate due vetrine che raccolgono alcuni campioni di ceramica, vetro, metallo e osso di età imperiale e alcune terrecotte architettoniche, mentre in un'altra installazione sono situate varie anfore rinvenute in varie zone dell'area urbana.
Sala 11
L'undicesima sala è sicuramente la più suggestiva del museo: vi sono situate un gran numero di statue rinvenute a Roselle di età imperiale, periodo molto florido per la città che in quegli anni mutò radicalmente l'assetto urbanistico del centro abitato (soprattutto negli anni corrispondenti al regno di Claudio, tra il 41 e il 54 d.C.).
Tra le statue esposte si segnalano quelle da riferire al ciclo dell'Augusteo, sede del culto imperiale, edificio a pianta rettangolare situato a sud della piazza del foro: le due monumentali statue sedute raffigurano la coppia imperiale divinizzata, la figura femminile rappresenta Livia, quella maschile Augusto; altre statue rappresentano Germanico, Giulia Livilla, Antonia minore, Druso maggiore, Druso III, Agrippina maggiore, l'imperatore Claudio, oltre che altri ragazzi, donne e un generale con armatura decorata non identificabili. Dall'Augusteo provengono anche tre iscrizioni su basi di marmo: le prime due sono da attribuire ad Aulus Vicirius Proculus, membro della facoltosa famiglia rosellana dei Viciri che entrò in Senato a Roma nella prima metà del I secolo d.C., e si tratta di ex voto per il ritorno dell'impresa in Britannia e per la salute del figlio di Claudio; la terza si riferisce invece ad un'opera pubblica realizzata da due magistrati, seppure non è dato sapere quale fosse stata tale opera, ed è interessante per il doppio nome del secondo magistrato, Afonas Aco, di origine etrusca. Nella sala è situato anche un plastico che riproduce l'aspetto del foro di Roselle e sono inoltre esposte alcune teste-ritratto in marmo lunense di membri della famiglia imperiale provenienti dalla "Domus dei Mosaici", come Tiberio, Agrippina maggiore e Druso minore. Infine, è esposto un altro consistente gruppo di statue della Basilica dei Bassi, rinvenute tra il 1983 e il 1984, che raffigurano i membri di un'importante e facoltosa famiglia locale.
Sala 12
L'ultima sala della sezione dedicata a Roselle, la dodicesima, è infine incentrata sulla città in epoca tardoantica e medievale, quando Roselle divenne sede vescovile (entro il 499): a questa fase risalgono i reperti provenienti dalla prima cattedrale, allestita all'interno delle terme di età adrianea, e dal circostante cimitero. In seguito la città finì per essere totalmente abbandonata dopo che nel 1138 la diocesi fu traslata nella vicina Grosseto. La documentazione esposta giunge fino all'età moderna e riguarda anche il vicino castello di Mosconcino.

### Terza sezione
La terza sezione (sale 13-23) è dedicata all'"archeologia della Maremma", e documenta cronologicamente la storia antica di un vasto territorio che coincide con i domini delle città etrusche di Vetulonia, Roselle e Vulci, in territorio laziale, alle quali in età romana si aggiunsero gli importanti centri di Heba, Saturnia e Cosa.
Sala 13
La sala tredici è dedicata alla preistoria e alla protostoria. La preistoria (Paleolitico e Neolitico) è documentata da numerosi strumenti litici provenienti da varie località della Maremma: per il Paleoltico i reperti provengono da Bagnolo, Follonica (Poggio Mercatore), Massa Marittima (podere Mochi), Montemassi (poderi Grisilde e Sugherecci), Monterotondo Marittimo (località Il Monte) e Bagno Roselle; per il Neolitico vi sono reperti da Nomadelfia, Bagnolo, Castel del Piano, Roselle, Manciano (podere Cavallini), Sticciano (località Lattaia).
Per quanto riguarda l'età del Rame e del Bronzo, numerosi oggetti esposti provengono dal Monte Amiata, scoperti casualmente all'interno cave di farina fossile e nelle miniere di cinabro, ma anche dall'isola del Giglio – interessante l'insediamento preistorico del Castellare di Giglio Campese, riferibile all'età del Bronzo medio – e dalle aree collinari come Manciano, con il villaggio di Scarceta frequentato dal 1700 al 1150 a.C. circa, e Sticciano Scalo, dove in località Rigocchio fu rinvenuta una necropoli dell'età del Bronzo finale. Sono esposti anche i corredi della necropoli di Nomadelfia, risalente alla prima età del Ferro, di quella di Sede di Carlo (VIII-VI secolo a.C.), ma anche oggetti da Vetulonia e dalla località di Pescia Romana, in provincia di Viterbo, dove è stato rinvenuto un interessante cratere con coperchio sormontato da una piccola coppa su alto piede cilindrico coperto da una decorazione geometrica, attribuibile alla bottega del pittore di Cesnola (seconda metà dell'VIII secolo a.C.).
Sale 14-16
La quattordicesima sala invece espone pezzi inerenti al periodo orientalizzante (720-580 a.C.): collane e pendenti d'ambra da Vetulonia; corredi dalle necropoli di Marsiliana d'Albegna (località Banditella, Macchiabuia, Perazzeta, Poggio Petricci) – tra cui spiccano gli oggetti in avorio, soprattutto strumenti della vita quotidiana ed una tavoletta scrittoria, rinvenuti nel cosiddetto Circolo degli Avori; corredi da Poggio Buco (Pitigliano), con interessanti ceramiche etrusco-corinzie; e brocche, calici, piatti, attingitoi e altri oggetti del simposio rinvenuti nella necropoli di Santa Maria in Borraccia (Magliano in Toscana).
La sala successiva è dedicata all'età arcaica (580-480 a.C.) ed è incentrata soprattutto sulle testimonianze subacquee del commercio via mare dei popoli etruschi: numerose anfore ed ancore provenienti dalle acque del Giglio, Giannutri, del Monte Argentario e vari punti del mare grossetano; al largo delle Formiche di Grosseto è stata rinvenuta anche un'anfora fenicia. Infine, nella sala sono conservate anche sculture funerarie di area vulcense (Castro, Pitigliano, Vulci) ed alcuni corredi delle necropoli di Saturnia.
Nella sedicesima sala sono esposti corredi funerari del periodo tra il V e il VI secolo a.C. provenienti dal nord della provincia ed alcuni bronzi di varie località.
Sale 17-20
Le sale diciassette, diciotto e diciannove sono invece dedicate al periodo della romanizzazione dei territori etruschi della Maremma grossetana (III-I secolo a.C.) e raccolgono le manifestazioni di persistenze culturali etrusche, come lingua, scrittura e usanze, ed innovazioni introdotte dai conquistatori romani, come i depositi votivi ed insediamenti rustici. Particolare attenzione è rivolta al territorio di Cosa, colonia romana fondata nel 273 a.C., e alla città di Heba. I reperti provengono anche dal Monte Amiata (Zancona, Seggiano), da Orbetello, da Albinia, da Monte Antico e da Paganico (con una interessante collezione di ex voto rinvenuti in località Cannicci). Sono esposte inoltre una tavola bronzea (la Tabula hebana) contenente disposizioni sugli onori funerari da tributare a Germanico, nipote dell'imperatore Augusto, e alcune iscrizioni funerarie su marmo o pietra, molte delle quali successive al I secolo d.C., che documentano il progressivo abbandono della lingua etrusca in favore di quella latina: sono state rinvenute a Saturnia, a Pian di Palma, a Marsiliana, a Pitigliano, a Heba, Preselle, Grosseto e Castiglione della Pescaia.
Infine, nella ventesima sala, è documentata l'area archeologica castiglionese delle Paduline e Serrata Martini, risalente ad un periodo compreso tra il I secolo a.C. e il II secolo d.C. e che ha permesso di riportare alla luce numerosi reperti, tra cui un pregevole e ben conservato busto dell'imperatore Adriano, un busto femminile forse della moglie Sabina, una pregevole statua di Artemide, priva della testa, e la base di un'altra statua di Artemide.
Sale 21-22
La ventunesima sala è interamente dedicata alla testimonianze sottomarine dei commerci di epoca romana rinvenute nelle acque del mar Tirreno lungo le coste maremmane e presso le isole dell'arcipelago toscano. Particolarmente interessante e suggestiva è la parziale ricostruzione del relitto della nave da trasporto africana dell'isola del Giglio, con anfore originarie, naufragata al largo di Giglio Porto nel III secolo d.C..
Conclude il percorso cronologico la sala ventidue, dedicata al periodo imperiale e tardo imperiale (III-VI secolo d.C.), quando iniziò un lungo periodo di crisi e successivo declino per questi territori lungo la costa tirrenica. Tra i pezzi esposti, si segnala la presenza di un sarcofago marmoreo di un ragazzo rinvenuto in località Voltina presso Istia d'Ombrone (Grosseto) e databile intorno al III secolo d.C., l'unico dei sarcofaghi di area maremmana presente nel museo.
Sala 23
Infine, l'ultima sala raccoglie ed espone ceramiche e bronzi rinvenuti per la maggior parte durante gli anni cinquanta e sessanta del Novecento, e acquisiti per il museo dall'allora direttore Aldo Mazzolai, molti dei quali, tuttavia, non documentati in modo sufficientemente accurato da poter definire luogo esatto di ritrovamento e associazioni con altri oggetti. L'allestimento della stanza è dunque ricostruito per richiamare i vecchi antiquaria ottocenteschi, dove i reperti sono divisi per materiali (ceramica, bronzo) e per classi e produzioni (bucchero, ceramica corinzia, ceramica etrusco-corinzia, ceramica attica a figure nere, ceramica attica a figure rosse, ceramica etrusco-geometrica, ceramica di impasto ingubbiata e dipinta). Si segnala anche la presenza della collezione di Turiddo Lotti, acquistata dal Comune di Grosseto tra il 1956 e il 1969, formata da reperti dell'area a nord-ovest di Vulci.
Il 25 settembre 2020, in occasione delle celebrazioni del centosessantesimo anniversario del museo, la sala dell'antiquarium è stata intitolata ad Aldo Mazzolai.

### Quarta sezione
La quarta sezione (sale 24-34) consiste nel museo d'arte sacra della diocesi di Grosseto, una sorta di museo nel museo, dove sono esposte numerose opere pittoriche e scultoree che comprendono un periodo di tempo dal XIII al XX secolo. Nucleo originario del museo d'arte sacra è la collezione Antonio Cappelli, fondatore del primo museo diocesano nel 1933.

### Quinta sezione
La quinta sezione (sale 35-40) è dedicata infine all'archeologia medievale della Maremma e alla storia della città di Grosseto, e intende documentare i ritrovamenti archeologici rinvenuti nell'area grossetana cittadina entro al 1998.
Sale 35-36
Il percorso espositivo inizia nella sala trentasei, con l'esposizione di reperti di età classica rinvenuti nell'area urbana di Grosseto, e continua nel corridoio trentacinque, dove sono collocati numerose testimonianze alto-medievali. Nella sala sono esposti corredi di tombe rinvenute in città: significativa è una necropoli rinvenuta nel 1955 in via Umberto Giordano, presso l'incrocio con viale Mascagni, durante i lavori per la costruzione di un edificio, che è stata frequentata in un lungo periodo dall'età arcaica alla tarda età imperiale.
Lungo il corridoio si possono visionare invece i corredi dei cimiteri alto-medievali rinvenuti nelle località limitrofe: interessanti sono il cimitero di Grancia, composto da circa ottanta tombe che hanno dato alla luce reperti databili tra la metà e la fine del VII secolo; e il cimitero di Casette di Mota (Roselle), composto da quindici tombe e dipendente da una vicina villa romana. A Grosseto città è stato rinvenuto invece un unico reperto: un orecchino d'oro a cestello, risalente alla seconda metà del VI secolo, trovato casualmente durante i lavori in via Garibaldi.
Sale 37-40
Le ultime sale del museo sono incentrate sui ritrovamenti di età basso-medievale e moderna di Grosseto e altri centri della Maremma.
Viene posta particolare attenzione sugli scavi effettuati a Grosseto a partire dal 1978 ed alcuni pannelli esplicativi illustrano le vicende storiche e l'architettura dei principali monumenti della città: le mura – nelle varie fasi di costruzione – e la fortezza costruita dai senesi. Interessante la presenza anche di un palio di seta ottocentesco, raffigurante la Madonna delle Grazie, lo stemma comunale e lo stemma dei Lorena, che documenta la presenza di una gara tra le contrade anche a Grosseto. Inoltre, un pannello illustra la storia delle terme leopoldine di Roselle, fatte costruire nel 1824, e sono esposti due leoni di marmo, di probabile età romana, rinvenuti insieme ad altri tre esemplari durante i lavori di edificazione del complesso termale.
Infine, la sala trentanove conserva reperti di età medievale e moderna provenienti da varie parti della Maremma, come Buriano, Istia d'Ombrone, Pitigliano e i monti dell'Uccellina, mentre nell'ultima sala, la quarantesima, sono custoditi alcuni oggetti delle collezioni del vecchio museo civico di Grosseto.

## Direttori
| Direttore           | Periodo          | Periodo           | Note        |
| Direttore           | Inizio           | Fine              | Note        |
| ------------------- | ---------------- | ----------------- | ----------- |
| Aldo Mazzolai       | 2 aprile 1955    | 16 maggio 1984    | [ 7 ] [ 2 ] |
| Mariagrazia Celuzza | 16 maggio 1984   | 13 settembre 2019 | [ 2 ]       |
| Chiara Valdambrini  | 13 novembre 2019 | 18 settembre 2023 | [ 83 ]      |
| Luca Giannini       | maggio 2024      | in carica         |             |